# Xã Tioga, Quận Williams, Bắc Dakota
Xã Tioga (tiếng Anh: Tioga Township) là một xã thuộc quận Williams, tiểu bang Bắc Dakota, Hoa Kỳ. Năm 2010, dân số của xã này là 104 người.